# Convicts 4
Pour plus de détails, voir Fiche technique et Distribution.
Convicts 4 est un film américain réalisé par Millard Kaufman, sorti en 1962.

## Fiche technique
- Titre : Convicts 4
- Réalisation : Millard Kaufman
- Scénario : Millard Kaufman d'après l'autobiographie de John Resko
- Photographie : Joseph F. Biroc
- Montage : George White
- Musique : Leonard Rosenman
- Pays d'origine : États-Unis
- Format : Noir et blanc - 1,85:1
- Genre : drame
- Durée : 105 minutes
- Date de sortie : 1962

## Distribution
- Ben Gazzara : John Resko
- Stuart Whitman : Principal Keeper
- Ray Walston : Iggy
- Vincent Price : Carl Carmer
- Rod Steiger : Tiptoes
- Broderick Crawford : Warden
- Dodie Stevens (en) : la sœur de Resko
- Jack Kruschen : le père de Resko
- Sammy Davis Jr. : Wino
- Naomi Stevens : la mère de Resko
- Adam Williams : Garde
- Jack Albertson : Teach
- John Kellogg : Garde
- Carmen Phillips : Connie Resko
- Timothy Carey : Nick
- Myron Healey : Gunther
- Arthur Malet : Magasinier
- Reggie Nalder : Greer
- Susan Silo : Cathy
- Warren J. Kemmerling : Garde